# طواف ليمبورغ 2013
طواف ليمبورغ 2013 (بالفرنسية: Tour du Limbourg 2013)‏ هو سباق دراجات هوائية، وهو الموسم رقم 62 من السباق، وأقيم في 9 مايو 2013، وامتدّ لمسافة 206 كيلومتر، وهو أحد سباقات طواف أوروبا للدراجات 2013، وهو من نوع سباق يوم واحد، وهو من نوع سباق الدراجات، وقد شارك في السباق 188 متسابقاً ووصل إلى نهايته 87 متسابقاً.
فاز فيه بالمركز الأول أوليفييه شوفالييه (دراج)، وبالمركز الثاني كيفن كلايس، وبالمركز الثالث هووب دين.

## التصنيف العام النهائي
| \| التصنيف العام \| التصنيف العام \| التصنيف العام \| التصنيف العام \| التصنيف العام \| \| العداء \| العداء \| الفريق \| الوقت \| \| \| ------------- \| ----------------- \| ----------------------------------------- \| ------------- \| ------------- \| \| 1 \| أوليفييه شوفالييه \| بنجوال باوليز ساوكس دبليو بي [الإنجليزية]‏ \| \| \| \| 2 \| كيفن كلايس \| Landbouwkrediet–Colnago [الإنجليزية]‏ \| \| \| \| 3 \| هووب دين \| Delta Cycling Rotterdam [الإنجليزية]‏ \| \| \| |                   |                               |       |  |
| |                   |                               |       |  |
| مصادر: ProCyclingStats Cycling Archives |                   |                               |       |  |
| التصنيف العام |                   |                               |       |  |
| العداء | العداء            | الفريق                        | الوقت |  |
| 1 | أوليفييه شوفالييه | بنجوال باوليز ساوكس دبليو بي ‏ |       |  |
| 2 | كيفن كلايس        | Landbouwkrediet–Colnago ‏      |       |  |
| 3 | هووب دين          | Delta Cycling Rotterdam ‏      |       |  |

## وصلات خارجية
- لمحة عن سباق طواف ليمبورغ 2013 على موقع  ProCyclingStats   (برو  سايكلنج  ستاتس) - إحصاءات  محترفي  الدراجات.
- طواف ليمبورغ 2013 على موقع إحصائيات الدراجات الإحترافية (الإنجليزية)
- طواف ليمبورغ 2013 في موقع Cycling Archives سايكلنج أركايفز